# Hypolimnas lutescens
Hypolimnas lutescens är en fjärilsart som beskrevs av Butler 1874. Hypolimnas lutescens ingår i släktet Hypolimnas och familjen praktfjärilar. Inga underarter finns listade i Catalogue of Life.